# Johann Jung (Politiker)
Johann Jung (* 1. November 1792 in Rüdesheim am Rhein; † 27. März 1874 ebenda) war ein deutscher Steuermann und Mitglied des Nassauischen Landtags.

## Leben
Johann Jung wurde als Sohn des Flößsteuerrmanns Johann Baptist Jung (* 1767) und dessen Ehefrau Anna Maria Schliesmann geboren.
Er übte wie sein Vater den Beruf des Steuermanns aus. Die Familie Jung besaß in Rüdesheim das Patent für die Flößerei. Das Jugendbuch „Das Floß der armen Leute“ von Günther Sachse (1984) nimmt Bezug auf einen Steuermann Johannes Jung, mit dem der Vater von Johann Jung gemeint sein soll. Die Familie Jung gründete den ersten Rüdesheimer Turnverein. Dieser stand mit dem Mainzer Demokratenclub in Verbindung und bekannte sich zu demokratischen Grundsätzen. Johann Jung war verheiratet mit Magdalena Dilorenzi, die zum Zeitpunkt deren Kennenlernen die Tochter des Geisenheimer Bürgermeisters war.
Jung war zudem Anhänger der deutschkatholischen Bewegung und gründete 1846 mit einigen Rüdesheimer Verwandten die Deutschkatholische Gemeinde Rüdesheim. Diese war eine Filialgemeinde der Deutschkatholischen Gemeinde Wiesbaden. In privaten Aufzeichnungen, die bis heute im Besitz seiner Nachfahren sind, erwähnt er Inhalte der Predigen von Pfarrer Keilmann, Pfarrer Kerbler aus Frankfurt, Pfarrer Schell aus Wiesbaden, sowie von Eduard Graf und dem Reiseprediger Hieronimy.
1848 erhielt er in einer Nachwahl als Nachfolger von Friedrich Damian Schütz von Holzhausen ein Mandat für den Nassauischen Landtag aus dem Wahlkreis XIII (Eltville/Rüdesheim).
1851 beendete er das Amt des Abgeordneten.